# Jomsburg
Die Jomsburg war eine alte Festung der Jomswikinger im Bereich der Mündung der Oder, die im 12. Jahrhundert zerstört wurde. Ihre Lage ist unbekannt, die Lokalisierung umstritten.

## Geschichte und Besonderheiten
Die Jomsburg wurde anscheinend zwischen 940 und 970 von dem dänischen Wikingerhäuptling Palnatoki von Fünen, einem einflussreichen Gefolgsmann König Harald Blauzahns, entweder auf der Ostseeinsel Wollin oder an der Peenemündung auf der Insel Usedom oder dem Festland (Spandowerhagener Wiek?) gegründet. Diese Küstenburg war laut altnordischen Quellen im Gau Jom errichtet worden, den der damalige Polenherrscher, Herzog Mieszko I., nach der Unterwerfung der Pomoranen Palnatoki und seinen Wikingern zur Ansiedlung überließ. Palnatokis Mannen nannten sich nun Jomswikinger. Die Feste diente zunächst sowohl zum Schutz der Seegrenze des polnischen Herzogtums in der Pommerschen Bucht als auch zur Sicherung der reichen Handels- und Hafenstadt Jumne, dem Vineta der Sage, am Oderhaff.
Angeblich fanden im Hafen der Jomsburg 300 Wikingerlangschiffe Platz und die Burg hatte Ähnlichkeit mit Haithabu. Nach jüngsten Recherchen könnten die Jomsburg und ihr großer Hafen beim heutigen vorpommerschen Küstenort Spandowerhagen, der heute zur Gemeinde Kröslin gehört, an der Spandowerhagener Wiek bestanden haben. Entsprechend der Größe und Tiefe der Wiek, die die linke Ausbuchtung der Peene bei ihrer Mündung in den Greifswalder Bodden darstellt, könnte heute wie damals eine große Anzahl von Wikingerschiffen Liegeplätze finden. Die Jomsburg soll analog zu Haithabu von einem großen Erdwall geschützt worden sein, der zahlreiche zusammengestellte Langhäuser umfasste.
Von den Jomswikingern, die auf dieser Festung in männerbündischer Gemeinschaft gelebt haben sollen, erzählen u. a. die „Jómsvíkinga saga“, die „Knytlinga saga“ und die „Heimskringla“.  Demnach haben die Jomswikinger um 995 in der Schlacht bei Hjørungavåg gegen Håkon Jarl mit besonders heroischer Todesverachtung gekämpft.
Die Lage der Jomsburg konnte bis heute nicht geklärt werden. Nach einem Aufsatz Rudolf Virchows in der Zeitschrift für Ethnologie von 1872 wurde verstärkt die These verfolgt, dass die Jomsburg in der Zeit von Harald Blauzahn und Sven Gabelbart mit der sagenumwobenen Stadt Vineta identisch sei. Um 970 berichtete der Gesandte des Kalifats Córdoba, Ibrahim ibn Jaqub, dass in Pommern eine große Hafenstadt „mit zwölf Toren“ liege, deren Streitmacht „allen Völkern des Nordens überlegen“ sei. Adam von Bremen schildert sie im 11. Jahrhundert als eine der größten und reichsten Städte Europas, er nannte die Stadt Jumne. Es sei „die größte Stadt, die Europa birgt“, sie biete „für Barbaren und Griechen in weitem Umkreis einen viel besuchten Treffpunkt“.
In der Nähe von Wollin wurde 1841 bei Ausgrabungen in einer mittelalterlichen Krypta ein Wikingerschatz entdeckt. Aufsehenerregend war dabei vor allem der Fund von Harald Blauzahns Goldscheibe.
1975 wurde der Freie Pfadfinderbund Jomsburg gegründet, welcher ebenfalls viel Wert auf die Eigenschaften und die Ordensgesetze der Jomswikinger legt.
Die Pfadfinder bauten in wenigen Jahren eine Burg auf, welche noch heute in Dänisch-Nienhof bei Kiel steht und zu jährlichen Lagern genutzt wird.

## Trivia
In der Mangaserie „Vinland Saga“ von Makoto Yukimura ist die Jomsburg u.a. Schauplatz der Handlung. 